# Bananowy Joe
Bananowy Joe (wł. Banana Joe) – włosko-erefenowski film komediowy z 1982 roku w reżyserii Steno, z Budem Spencerem w roli głównej.

## Fabuła
W małej wiosce Amantido w lesie deszczowym żyje krzepki mężczyzna znany jako Bananowy Joe, jako że regularnie dostarcza banany do południowoamerykańskiego portu rzecznego. Wymienia je na inne podstawowe artykuły pierwszej potrzeby przeznaczone dla rdzennych Indian z Amantido, którzy wychowali go jak jednego ze swoich. Biznes idzie dobrze, dopóki  nie przybywa inżynier Moreno i jego ludzie przybywają na brzeg w Amantido, aby zainicjować budowę zakładu przetwórstwa bananów. Joe w bezpośredni sposób przegania ich. Mocodawcą Moreno jest szef kolumbijskiej mafii z San Cristóbal – Señor José Torcillo. Gangster próbuje nielegalnie zdobyć ziemię pod budowę kasyna.
Torcillo dowiaduje się, że Joe handluje bananami bez licencji i postanawia to wykorzystać. Przy następnej dostawie Joe zostaje zatrzymany przez policję i ma do wyboru uzyskanie legalnej licencji lub konfiskatę jego łodzi i aresztowanie go za przemyt. Licencja nie może zostać wydana, gdyż Joe nie ma żadnych dokumentów tożsamości. Na komisariacie poznaje neapolitańskiego naciągacza Manuela. Joe musi się udać do najbliższego miasta – Puerto Grande, by zdobyć świadectwo chrztu. Udaje do miasta ze swym przyjacielem Diego, który bierze udział w cotygodniowym wyścigu ciężarówek, gdzie wygraną jest ustalanie cen towarów. Wyścigi zawsze wygrywa bezwzględny kierowca na usługach Torcilly. Widząc jego karygodne zachowanie, Joe nie zważa na ostrzeżenia Diega oraz brak znajomości w jeździe samochodowej i łapie za kierownicę wygrywając wyścig. Dodatkowo obniża ceny, czym sprowadza gniew na Torcillę, głównego hurtownika.
W Puerto Grande nieobeznany z miejskim życiem i słabo wykształcony Joe wplątuje się w różne sytuacje. Ponownie natyka się na Manuela, którego ratuje przed oszukanymi ludźmi. Manuel wrabia Joego w swój dług od krawca. By się spłacić, Joe za radą krawca pracuje jako bramkarz w barze „Mocambo” należącym do Torcilly. Jego współpracownicą jest atrakcyjna piosenkarka Dorianne, którą chroni przed napastującymi klientami. Torcillo również raz po raz wpada na Joe, a po zobaczeniu, jak ten z łatwością wykańcza jego najtwardszych zbirów, gangster zaczyna w panice wyskakiwać z najbliższego okna, gdy tylko ujrzy Joego. Dorianne zapewnia nowemu przyjacielowi  nocleg. W kancelarii biskupa dowiaduje się, że archiwa spłonęły i Joe musi udać się do urzędu stanu cywilnego, by znaleźć oficjalne rejestry. Zderza się jednak z ograniczeniami i lukami biurokratycznymi. Jeden z urzędników proponuje mu wstąpić do wojska, by dostać dowód tożsamości.
Joe udaje do punktu rekrutacyjnego się i odbywa szkolenie wojskowe pod okiem inspektora musztry sierżanta Martiño. Jednak nieogarnięcie Joego prowadzi sierżanta do zdegradowania i pracy w kuchni. Sądząc, że wykonał warunek do zdobycia papierów Joe idzie do urzędu, nieświadomy, że zdezerterował. Zniecierpliwiony, że wyrobienie dokumentów potrwa miesiąc i wymagają osobistego podpisu ministra wraz z innymi petentami udaje się do niego. Stempluje wszystkim papiery, jednak za to ląduje w więzieniu. Dzieli celę z Manuelem, któremu zamierza odpłacić się za wszystkie intrygi. Joe nie wierzy w jego zapewnienia, że wykorzystał swoje koneksje, aby uzyskać dla niego licencję. Odwiedzająca Joego Dorianne chwali, że będzie śpiewać w nowym klubie budowanym w Amantido.
Joe zdaje sprawę, że Torcillo wykorzystał jego nieobecność do ułatwienia budowy przetwórni bananów. Przychodzi do niego też list i okazuje się, że tym razem Manuel nie kłamał. Oboje uciekają z więzienia i wracają do Amantido, gdzie Joe przystępuje do burzenia nowo wybudowanego kasyna mającego oszukiwać tubylców. Przyjeżdża policja szukająca Manuela, gdyż fałszywe lekarstwo, które wymyślił dla prezydenta, faktycznie zadziałało, więc Manuel i Joe otrzymują amnestię. Torcillo jest niezadowolony z tej decyzji, a na domiar złego zostaje zdemaskowany i aresztowany. Dorianne postanawia zostać z Joe w Amantido, gdzie otwiera szkołę, do której uczęszcza również Joe chcący się dokształcić.

## Obsada
- Bud Spencer – Bananowy Joe
- Glauco Onorato – Bananowy Joe (głos)
- Marina Langner – Dorianne
- Maria Pia Di Meo – Dorianne (głos)
- Mario Scarpetta – Manuel Pezzullo
- Gianfranco Barra – Señor José Torcillo
- Enzo Garinei – inż. Moreno
- Giorgio Bracardi – sierż. Josè Felipe María Martiño
- Gunther Philipp – krawiec
- Gianni Marzocchi – krawiec (głos)
- Maurizio Giustini – Diego
- Vittorio Stagni – Diego (głos)
- Nello Pazzafini – kierowca Torcilly
- Luciano De Ambrosis – kierowca Torcilly (głos)
- Carlo Reali – kapitan policji
- Eolo Capritti – płk Julio García Alonso Moreno y Mendoza
- Renato Mori – płk Julio García Alonso Moreno y Mendoza (głos)

Źródło: